# Museu Municipal Vicenç Ros
Museu municipal Vicenç Ros és una obra del municipi de Martorell (Baix Llobregat) declarada bé cultural d'interès nacional. Ocupa part de les dependències de l'antic convent de caputxins, del segle xvii, i forma part de la Xarxa de Museus Locals de la Diputació de Barcelona. Inaugurat el 1945, el museu té el seu origen en la donació per part de Vicenç Ros i Batllevell (1883-1970) de la seva important col·lecció de ceràmica. Amb els anys, s'han anat configurant i ampliant els diferents fons del museu: l'etnològic, el d'art, l'arqueològic, l'arquitectònic i el documental.
Des del 1989 s'hi han dut a terme diverses fases de restauració del fons de ceràmica i de rehabilitació de l'edifici, que han culminat amb la remodelació de l'exposició permanent i la supressió de barreres arquitectòniques.

## L'antic convent dels caputxins

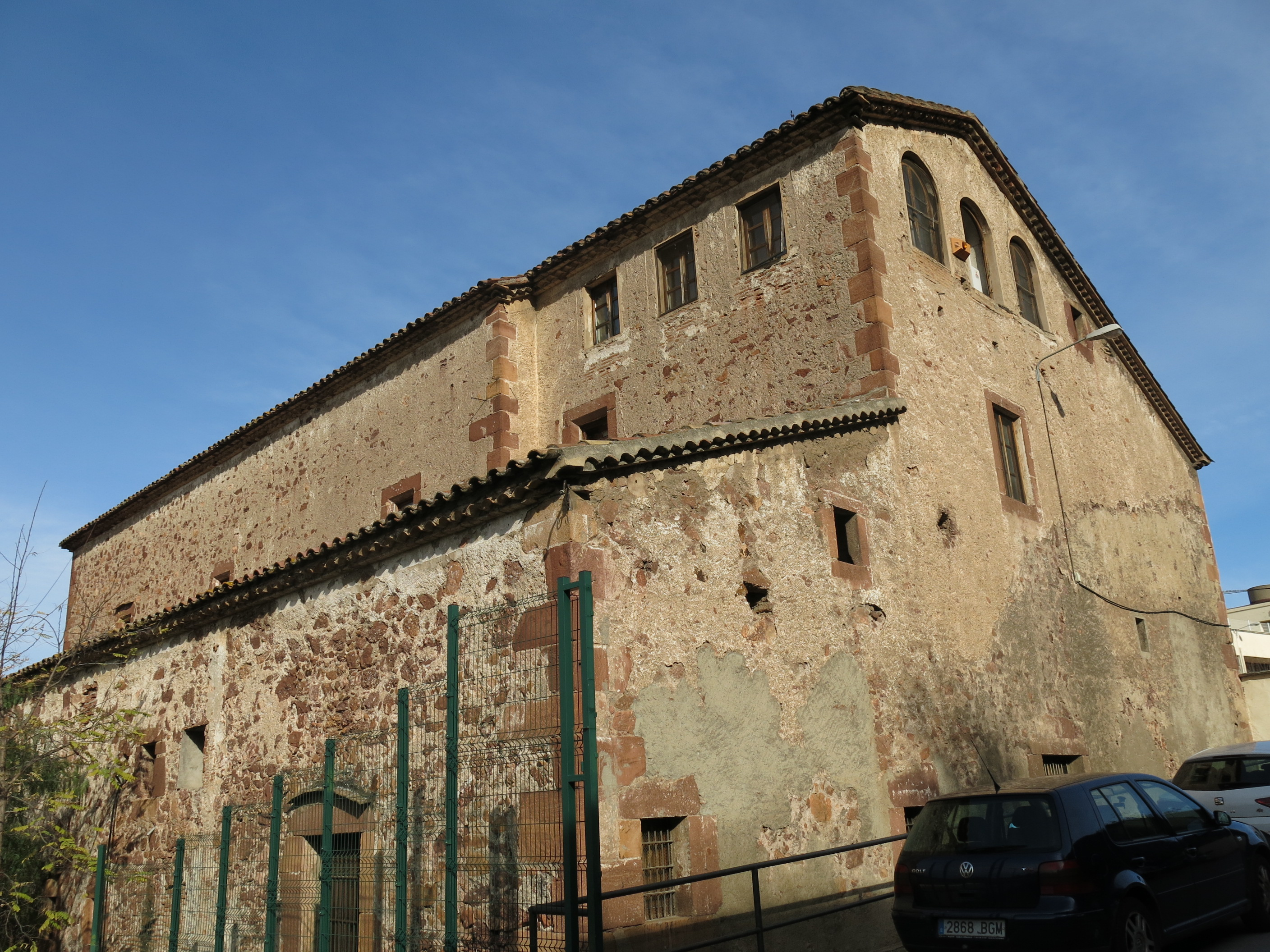
Façana posterior de l'antic convent dels caputxins

L'antic convent de caputxins de Martorell va ser construït entre 1687 i 1700. Els frares caputxins l'ocuparen fins al 1835, any en què el convent fou saquejat i incendiat; posteriorment va ser reutilitzat com a caserna, com a escola per a nenes a cura de les Mercedàries (1861-1870) i com a escola pública (1845-1935). Part de les dependències van desaparèixer amb la construcció de la nova escola, obra de Josep Lluís Sert, i la resta del convent restà abandonat fins al 1945, que va instal·lar-s'hi el museu. Aquest ocupa l'antiga església, d'una sola nau, amb coberta de volta de canó i capelles laterals, part de les cel·les dels frares i altres dependències com el celler i espais de magatzem.

## Col·lecció

### Ceràmica
El fons de ceràmica és el més extens del museu i està integrat per dues col·leccions: la de Vicenç Ros i la de Joaquim Mir. El componen 350 peces de procedència i estils diversos, amb predomini dels plats, i prop de 15.000 rajoles, entre les quals destaquen els arrambadors, fets amb rajoles de mostra, rajoles de dibuix tancat policromes i rajoles de la vela catalanes, de diferents èpoques i estils. Els fons conté també frontals d'altar, plafons de sants, la sèrie de plafons de les caceres el plafó de la batalla dels gats i les rates, així com diversos conjunts de rajoles: rajoles gòtiques de paviment, rajoles de mostra policromes, rajoles hispanoàrabs, rajoles de Pedralbes, conjunts de rajoles d'oficis i rajoles de fruites i verdures.

### Elements arquitectònics i escultòrics
D'entre els elements arquitectònics i escultòrics del museu, de procedència diversa, destaquen les gàrgoles de l'antiga església parroquial de Santa Maria (Martorell) i un relleu gòtic del convent de les monges jerònimes de Barcelona, a més de capitells, claus de volta, piques d'aigua beneita, escuts, sarcòfags, làpides sepulcrals i alguns elements procedents de Sant Jeroni de la Vall d'Hebron.

### Fons d'art
El nucli del fons d'art el conformen els olis, aquarel·les i dibuixos de Lluís Rigalt, Pau Rigalt i Agustí Rigalt donats per Miquel Bultó. Destaquen també els dibuixos de Jaume Amat i Bargués i els olis de Planas Doria, Miquel Salas i Josep Amat i Gaspar.

### Fons etnològic
El fons etnològic és, després del de ceràmica, el més important del museu; compta amb tallers complets d'espardenyer, cadiraire, boter, baster i terrissaire, a més d'un conjunt d'eines del camp i d'oficis diversos.

### Altres fons
El museu compta també amb un fons geològic, amb materials fòssils de procedències diverses, i un fons numismàtic, la major part del qual va desaparèixer en un robatori el 1982.

## Descripció
El Convent dels Caputxins era un edifici de planta quasi quadrada, amb un claustre central. És construït amb pedra i desproveït de decoració. L'ala de ponent de l'edifici és ocupada per l'església, la resta era ocupat per les dependències del convent. Sota el claustre hi ha una gran cisterna, que recollia l'aigua procedent d'una mina propera.

## Història
La comunitat de caputxins s'establí a Martorell el 1686. El 1821 l'edifici fou convertit en caserna i posteriorment fou novament ocupat per la comunitat, que hi residí fins al 1835. El 1842 l'edifici fou cedit a l'Ajuntament i fou ocupat pel Museu Municipal i per l'escola annexa. El 1940 fou enderrocada la meitat de l'edifici al construir l'escola.